# Крістофер Піссарідес
Крістофер Піссарідес (або Христофорос Піссарідес (грец. Χριστόφορος Πισσαρίδης; 20 лютого 1948, Нікосія) — грек-кіпріотський/британський економіст. Наразі є керівником кафедри Нормана Соснова з економіки в Лондонській Школі Економіки. Його дослідницькі інтереси стосуються макроекономіки, зокрема економіки праці, економічного зростання і економічної політики. У 2010 році йому було присуджено Нобелівську премію з економіки разом з Дейлом Т. Мортенсеном з Північнозахідного Університету та Пітером А. Даймондом з Массачусетського технологічного інституту «за дослідження ринків з проблемами пошуку роботи».

## Звання і нагороди
- Премія Інституту Економіки Праці (разом з Дейлом Мортенсеном), 2005[14]
- Член Британської Академії[5]
- Член Економетричного Товариства[5]
- Нобелівська премія з економіки 2010 року.[13] за «аналіз ринків з фрикціями пошуку».[13][15]

## Вибрані роботи
- «Job Matchings with State Employment Agencies and Random Search», Economic Journal 89 (1979) 818-33
- «Short-Run Equilibrium Dynamics of Unemployment Vacancies, and Real Wages.» American Economic Review, (1985) 75(4): 676-90.
- «Unemployment and Vacancies in Britain.» Economic Policy, (1986) 3(3): 499—559.
- «Job Creation and Job Destruction in the Theory of Unemployment» (з Дейлом Т. Мортенсеном), Review of Economic Studies 61 (July 1994) 397—415
- Equilibrium Unemployment Theory, друге видання, Cambridge, MA: MIT Press, 2000
- «Structural Change in a Multi-Sector Model of Growth» (з L. Rachel Ngai), American Economic Review, планується